# Smöråtjärnet
Smöråtjärnet är en sjö i Torsby kommun i Värmland och ingår i Glommas huvudavrinningsområde. Sjön är 2,1 meter djup, har en yta på 0,0655 kvadratkilometer och befinner sig 409 meter över havet. Sjön avvattnas av vattendraget Smörån.

## Delavrinningsområde
Smöråtjärnet ingår i det delavrinningsområde (673623-132482) som SMHI kallar för Mynnar i Medskogsån. Medelhöjden är 437 meter över havet och ytan är 28,46 kvadratkilometer. Det finns inga avrinningsområden uppströms utan avrinningsområdet är högsta punkten. Smörån som avvattnar avrinningsområdet har biflödesordning 3, vilket innebär att vattnet flödar genom totalt 3 vattendrag innan det når havet efter 27 kilometer. Avrinningsområdet består mestadels av skog (76 procent) och sankmarker (21 procent). Avrinningsområdet har 0,22 kvadratkilometer vattenytor vilket ger det en sjöprocent på 0,8 procent. Bebyggelsen i området täcker en yta av 0,38 kvadratkilometer eller 1 procent av avrinningsområdet.